# Instituto Max Planck de Coloides e Interfases
El Instituto Max Planck de Coloides e Interfaces ( en alemán: Max-Planck-Institut für Kolloid- und Grenzflächenforschung ) está situado en el Parque Científico Potsdam-Golm en Golm, Potsdam, Alemania. Fue fundado en 1990 como sucesor del Instituto de Química Física y de Química Orgánica, ambos en Berlín - Adlershof, y de Química de Polímeros en Teltow. En 1999 se trasladó a unas nuevas instalaciones de ampliación en Golm.Es uno de los 80 institutos de la Sociedad Max Planck (Max-Planck-Gesellschaft ).

## Investigación
Como parte de la Sociedad Max Planck, el instituto examina las nano y microestructuras, en concreto los coloides, muchos de los cuales se encuentran en la naturaleza. Con estos descubrimientos, los científicos crean diminutos cristales de apatita en los huesos, vesículas formadas a partir de membranas, poros en las membranas para celdas de combustible y microcápsulas como vehículos para fármacos médicos; todos son más grandes que un átomo, pero demasiado pequeños para ser vistos a simple vista. Los científicos del Instituto de Potsdam se esfuerzan por comprender cómo están compuestas y cómo funcionan para imitar su comportamiento en nuevos materiales o en vacunas, por ejemplo. Comprender la función de estas estructuras también puede ayudar a identificar las causas de ciertas enfermedades que se producen cuando el plegamiento de las membranas o el transporte de materiales en las células no funcionan correctamente.

## Departamentos

### Química coloidal
El departamento de Química de Coloides, dirigido por Markus Antonietti, se ocupa de la síntesis de diversas estructuras coloidales en el rango nanométrico. Esto incluye nanopartículas inorgánicas y metálicas, polímeros y unidades estructurales peptídicas, sus micelas y fases organizadas, así como emulsiones y espumas. La química de coloides es capaz de crear materiales con una jerarquía estructural mediante coloides funcionalizados apropiados. Esto crea nuevas características mediante el «trabajo en equipo» de los grupos funcionales. Con una arquitectura adecuada, estos coloides pueden cumplir tareas muy especializadas. Los sistemas moleculares simples no pueden hacer esto, debido a su falta de complejidad. Un ejemplo de ello es la piel: No existe ningún material sintético que sea tan suave y, al mismo tiempo, tan resistente al desgarro y, sin embargo, esté hecho principalmente de agua. El secreto también reside en la interacción entre tres componentes (colágeno, ácido hialurónico y proteoglicano). Esta inusual combinación de características sólo es posible formando una superestructura «en equipo».

### Biomateriales
El Departamento de Biomateriales, dirigido por Peter Fratzl, se centra en la investigación interdisciplinar en el campo de los materiales biológicos y biomiméticos. Se hace hincapié en comprender cómo las propiedades mecánicas u otras propiedades físicas se rigen por la estructura y la composición y cómo se adoptan a las condiciones ambientales. Además, la investigación sobre materiales naturales (como el hueso o la madera) tiene aplicaciones potenciales en muchos campos. En primer lugar, los conceptos de diseño de nuevos materiales pueden mejorarse aprendiendo de la Naturaleza. En segundo lugar, la comprensión de los mecanismos básicos por los que se optimiza la estructura del hueso o del tejido conjuntivo abre la vía al estudio de enfermedades y, por tanto, a la contribución al diagnóstico y al desarrollo de estrategias de tratamiento. Una tercera opción es utilizar estructuras cultivadas por la Naturaleza y transformarlas mediante tratamiento físico o químico en materiales técnicamente relevantes (biotemplado). Dada la complejidad de los materiales naturales, se necesitan nuevos enfoques para la caracterización estructural. Algunos de ellos se siguen desarrollando en el Departamento, en particular para estudiar estructuras jerárquicas.

### Teoría y Biosistemas
El Departamento de Teoría y Biosistemas, dirigido por Reinhard Lipowsky, investiga la estructura y dinámica de moléculas, coloides y nanopartículas en sistemas biológicos y biomiméticos. Los componentes moleculares de estos sistemas se ensamblan «por sí mismos» y forman diversas nanoestructuras supramoleculares, que luego interactúan para producir estructuras y redes aún mayores. Estos complejos procesos representan dimensiones ocultas de la autoorganización, ya que son difíciles de observar en las escalas de longitud y tiempo pertinentes.
La investigación actual se centra en el reconocimiento molecular, la conversión de energía y el transporte por motores moleculares, la dinámica de la transcripción y la traducción, así como la autoorganización de filamentos y membranas.

### Interfaces
El Departamento de Interfaces, dirigido por Helmuth Möhwald, tiene como principal motivación comprender las interfaces moleculares y relacionarlas con los sistemas coloidales, que por naturaleza están determinados por la gran relación superficie/volumen. En consecuencia, se ha incrementado la fuerza del departamento en la caracterización de interfaces planas o cuasi planas y, además, se ha intentado con éxito transferir este conocimiento a interfaces curvas. De este modo, hemos vuelto a aprender sobre interfaces planas, ya que las superficies se han podido estudiar mediante técnicas que requieren una gran superficie (RMN, DSC).

### Sistemas Biomoleculares
Los investigadores del departamento de Sistemas Biomoleculares, dirigido por Peter H. Seeberger, utilizan nuevos métodos para sintetizar cadenas de azúcar. Hasta hace poco, la mayoría de los azúcares naturales conocidos eran los que suministran energía a los organismos, como la sacarosa (azúcar doméstico) y el almidón (en las plantas). Sin embargo, las complejas moléculas de azúcar, que pertenecen a los hidratos de carbono, también intervienen en muchos procesos biológicos. Cubren todas las células del cuerpo humano y desempeñan un papel crucial en la identificación molecular de las superficies celulares, por ejemplo en infecciones, reacciones inmunitarias y metástasis del cáncer. Los azúcares complejos son omnipresentes como recubrimientos celulares en la naturaleza y, por tanto, también pueden utilizarse para el desarrollo de vacunas, por ejemplo contra la malaria. Así pues, los carbohidratos son de gran interés para la medicina; la gran importancia de los residuos de azúcar en las superficies de las células para la biología y la medicina sólo se ha reconocido durante los últimos 20 años aproximadamente.
Hasta hace poco faltaba un método de síntesis química para crear carbohidratos biológicamente relevantes con una estructura conocida en grandes cantidades y para la investigación biológica, farmacéutica y médica. Ahora, estas lagunas pueden colmarse con el desarrollo del primer aparato de síntesis automatizado que puede unir moléculas de azúcar con otros azúcares o también moléculas.

## Organización
El instituto, con sede en Golm, cuenta con un total de 358 empleados, de los cuales 91 son científicos y 99 científicos e investigadores junior, 6 aprendices, 138 empleados remunerados con fondos de terceros y 24 investigadores invitados. El Instituto de Coloides e Interfaces está dirigido actualmente por las siguientes personas.
Miembros científicos, directores
- Prof. Dr. Markus Antonietti
- Prof. Dr. Peter Fratzl
- Prof. Dr. Reinhard Lipowsky
- Prof. Dr. Peter H. Seeberger

Director Emérito
- Prof. Dr. Helmuth Möhwald

Gerente de administración
- Andreas Stockhaus

Junta directiva
- Ulrich Buller, vicepresidente sénior de planificación de investigación, Fraunhofer Gesellschaft
- Rolf Emmermann - Vicepresidente del Patronato de GeoForschungsZentrum Potsdam (GFZ)
- Detlev Ganten - Presidente del Consejo de Administración, Presidente del Consejo de Administración de la Charité - Universitätsmedizin Berlin
- Norbert Glante - Miembro del Parlamento Europeo
- Jann Jakobs, alcalde de la ciudad de Potsdam
- Wilhelm Krull - Secretario General de la Fundación Volkswagen
- Sabine Kunst - Ministra de Ciencia, Investigación y Cultura de Brandeburgo
- Wolfgang Plischke - Miembro del consejo de administración de Bayer AG
- Robert Seckler - Universidad de Potsdam

## Escuela Internacional Max Planck de Biosistemas Multiescala
La Escuela Internacional Max Planck (IMPRS) de Biosistemas Multiescala es un programa de postgrado en asociación con la Universidad de Potsdam, la Universidad Libre, la Universidad Humboldt de Berlín y el Instituto Fraunhofer de Ingeniería Biomédica IBMT en St. Ingbert. En este programa, jóvenes doctorandos con talento pueden trabajar en un proyecto de investigación desafiante y desarrollar sus habilidades de comunicación y gestión científica.

### Ámbito científico
El IMPRS sobre Biosistemas Multiescala aborda los niveles fundamentales de los biosistemas que proporcionan las macromoléculas en soluciones acuosas, el reconocimiento molecular entre estos bloques de construcción, la transducción de energía libre por máquinas moleculares, así como la formación de estructuras y el transporte en células y tejidos. Las actividades de investigación se centran en cuatro áreas fundamentales:
- Reconocimiento molecular de hidratos de carbono
- Interacción de las biomoléculas con la luz
- Procesos intracelulares dirigidos
- Cambios de forma dirigidos de los tejidos